# IC 1861
IC 1861 је лентикуларна галаксија у сазвјежђу Ован која се налази на листи објеката дубоког неба у Индекс каталогу.
Деклинација објекта је + 25° 29' 25" а ректасцензија 2h 53m 7,0s. Привидна величина (магнитуда) објекта IC 1861 износи 13,4 а фотографска магнитуда 14,4. IC 1861 је још познат и под ознакама UGC 2357, MCG 4-7-28, CGCG 484-23, KARA 120, PGC 10905.